# Angir (rejon zaigrajewski)
Angir (ros. Ангир) – wieś (ułus) w Rosji, w Buriacji, w rejonie zaigrajewskim. W 2010 liczyła 158 mieszkańców.